# 本能寺合戦
『本能寺合戦』（ほんのうじかっせん）は、1908年（明治41年）9月17日に製作・公開された日本映画である。横田商会製作・配給。牧野省三の監督第1作で、日本初の旧劇映画である。別名『太閤記の本能寺』（たいこうきのほんのうじ）。

## 略歴・概要
1908年（明治41年）、横田商会創業者の横田永之助が、当時千本座の狂言方だった牧野省三に映画製作を依頼。映画監督として立ち会い、同座に出演していた中村福之助、嵐璃徳らを起用した。なお、横田商会はまだ撮影所を持っていなかったため、京都府京都市左京区にある真如堂境内でロケーション撮影を行い、同寺の山門で森蘭丸奮戦の場面を撮影した。撮影は退社した福井繁一に代わり、広島県尾道市出身で、京都市内の写真店を経て横田商会の映写技師となった小川真喜多が務めた。同年9月17日、横田商会特約館の錦輝館で上映された。
翌1909年（明治42年）、牧野は続いて尾上梅暁、市川新四郎、嵐橘十郎を起用した『菅原伝授手習鑑』をはじめ、『児島高徳誉の桜』『明烏夢の泡雪』『安達原三段目袖萩祭文の場』『桜田騒動血染雪』の5本の歌舞伎物を撮影した後、尾上松之助とのコンビ第1作『碁盤忠信 源氏礎』を撮影し、本格的に映画監督として活動することとなる。
本作は、1918年（大正7年）に日活京都撮影所製作・配給、尾上松之助主演でリメイクされており、同年12月31日に正月作品として浅草公園六区の富士館等で公開された。
本作の上映用プリントは、現在、いずれのバージョンも東京国立近代美術館フィルムセンターには所蔵されておらず、マツダ映画社はそのリストに本作の題名が見当たらない。現時点では、鑑賞することの不可能な作品である。

## キャスト
- 織田信長：中村福之助
- 森蘭丸：嵐璃徳
- 安田作兵衛：尾上楽之助[2]（尾上栄之助[5]）
- 阿能の局：片岡秀郎[2][6]
- 森力丸：市川桃太郎[2]
- 箕浦新左衛門：嵐儀三郎[2]
- 軍兵：大ぜい[2]

## 註
1. 1 2 3  田中純一郎著『日本映画発達史 I 活動写真時代』中公文庫、1975年12月10日 ISBN 4122002850, p.145-148.
2. 1 2 3 4 5 6 7 8 9 10 11  『映画技術』1943年4月号、映画出版社、p.70-71.
3. ↑  所蔵映画フィルム検索システム、東京国立近代美術館フィルムセンター、2010年3月14日閲覧。
4. ↑  主な所蔵リスト 劇映画＝邦画篇、マツダ映画社、2010年3月14日閲覧。
5. ↑  都築政昭著『シネマがやってきた! 日本映画事始め』p.71
6. ↑  岸松雄著『人物日本映画史』p.17